# Eberhard Kempf
Eberhard Kempf (* 23. Juli 1943 in Lahr) ist ein deutscher Rechtsanwalt, spezialisiert auf Strafrecht.

## Wirken
Nach seinem Jurastudium in Heidelberg, Berlin, Freiburg und Paris erhielt er 1971 seine Zulassung als Rechtsanwalt in Heidelberg, wo er als Verteidiger in Demonstrationsprozessen (u. a. von Dietrich Hildebrandt, Ralf Fücks und Helga Rosenbaum) bekannt wurde. 1975 kandidierte Eberhard Kempf erfolglos für den Kommunistischen Bund Westdeutschland für den Heidelberger Gemeinderat. Seit dem Umzug der KBW-Parteizentrale 1977 hat er seine Kanzlei in Frankfurt am Main.
In dem Verfahren um die Verfassungsbeschwerden dreier K-Gruppen gegen die Nichtausstrahlung ihrer Wahlwerbesendungen durch verschiedene Fernsehanstalten 1975/76 war er mit Gerhard Härdle Bevollmächtigter des KBW (BVerfGE 47, 198 1978). 1983/1984 vertrat er anwaltlich gemeinsam mit seinem Kollegen Sebastian Cobler den grünen Landtagsabgeordneten Frank Schwalba-Hoth, nachdem dieser während eines Empfangs im Hessischen Landtag den US-General Williams aus Protest gegen die amerikanische Atomwaffenpolitik mit Blut bespritzt hatte.
Seit 1990 ist Kempf Mitglied des Strafrechtsausschusses des Deutschen Anwaltvereins und war von 1996 bis 2005 dessen Vorsitzender. Außerdem war er aktiv an der Gründung (2002) der „International Criminal Bar“ (ICB) beteiligt, einer Vereinigung der Rechtsanwälte am Internationalen Strafgerichtshof in Den Haag. 2006–2008 war er ICB-Präsident.
Bekannt geworden ist Kempf als Verteidiger des Deutsche Bank-Chefs Josef Ackermann im Mannesmann-Prozess. Weitere Prominente Mandanten waren Jürgen Schneider, Nick Leeson, Klaus Croissant, Hans-Joachim Klein, Horst Weyrauch und Jürgen Möllemann. Er war Verteidiger im Verfahren um den Korruptionsskandal bei Infineon. Im Prozess um die Entführung von Jakob von Metzler vertrat er im Auftrag der Eltern die Nebenklage.

## Ehrungen und Auszeichnungen
- 2017 Max-Alsberg-Preis der Vereinigung Deutsche Strafverteidiger[2]

## Werke
- (mit Hans-Jürgen Ehrig, Uwe Maeffert): Der Nürnberger KOMM-Prozess. Konkret Literatur-Verlag, Hamburg 1981, ISBN 3-922144-19-5.